# Pablo de Samósata
Pablo de Samósata (principios del [cita requerida]año 200 - después de 272) es considerado uno de los patriarcas cristianos heterodoxos más renombrados del siglo III. Nacido en Samósata, las principales noticias sobre su vida y doctrina se encuentran en la Carta sinodal del Concilio de Antioquía de 268, la disputa entre Pablo de Samósata y el presbítero Malquión de Antioquía, recogida taquigráficamente y conservada, y la llamada Carta de Himeneo que se supone escribieron seis obispos a Pablo antes del sínodo del 268 para que suscribiera una regla de fe. No se sabe, sin embargo, dónde hizo sus estudios, si bien consta que poseía una sólida erudición y era un hábil dialéctico.

## Patriarca de Antioquía
Elegido hacia 260 como sucesor de Demetriano para la sede patriarcal de Antioquía, según los testimonios de Eusebio, Atanasio e Hilario de Poitiers, dio claras pruebas de un espíritu poco religioso, altanero y amigo de grandezas mundanas. Uniendo su dignidad episcopal con la de ducenario, que era una especie de gobernador de aquel territorio, percibía pingües ganancias y gozaba de gran influencia social, que utilizaba al servicio de la corte de la reina Zenobia de Palmira, de la que dependía por el momento aquel territorio. Su condena posterior, sin embargo, no sólo derivó de su conducta, sino que principalmente fue consecuencia de la doctrina que defendió y que llegó a alcanzar gran difusión. Era una renovación del adopcionismo, al que dio una forma especial, que lo hizo particularmente peligroso para la ortodoxia y preparó el camino al arrianismo. Por ambos motivos, su conducta y las doctrinas heterodoxas que defendía, fue juzgado por tres concilios y, finalmente, condenado y excomulgado.

## Doctrina
Su doctrina parte de la base de un modalismo de tipo monarquiano, según el cual en Dios no hay más que una persona, que constituye la única esencia divina. Cristo sería puro hombre, nacido por obra del Espíritu Santo de María Virgen. Pero en él habitó el Logos o Sabiduría de Dios, concebido, no a manera de una persona distinta, sino de un modo impersonal, que obra como en los profetas, pero de un modo más eficaz que en ellos. Conforme al modo de hablar de Pablo, Cristo es de aquí abajo; pero el Verbo o Logos o fuerza divina (dínamis de Dios: de ahí dinamistas) se apodera de él, lo mueve o inspira. Esta unión del Logos con Cristo, puro hombre, es de carácter puramente exterior a manera de inhabitación, que no hace que Cristo sea Dios ni da al Verbo la personalidad, que no tiene. Sin embargo, por virtud de esta unión Jesús es elevado por encima de los profetas y de todos los hombres.
La consecuencia inmediata es que el Espíritu Santo ejerce sobre él su mayor influjo desde el bautismo del Jordán, por lo cual alcanza la mayor perfección moral y una verdadera impecabilidad, recibe el poder de hacer milagros y realiza la redención del género humano. Con esto se formaría su unión indisoluble con Dios, pero no personal o hipostática. Por los sufrimientos de su pasión se le concede «un nombre sobre todo nombre»; se le nombra «juez de vivos y muertos» y llega a una especie de divinidad, por lo cual podemos designarlo como Dios por ampliación. Por lo mismo podemos hablar de algún modo de su preexistencia. Porque, aunque no preexistía en sustancia, había sido predestinado por Dios y preanunciado por los profetas. En realidad aparece en esta doctrina lo fundamental del adopcionismo: Cristo, mero hombre, es elevado o adoptado por la fuerza o dínamis divina y, como resultado de esta adopción o elevación, obra milagros y realiza una obra divina. Cristo no es Dios por naturaleza; pero llega por su virtud a una especie de divinidad.

## Condena
Frente a la conducta escandalosa de Pablo de Samósata y sobre todo frente a su doctrina, que al resucitar el ya condenado adopcionismo rebajaba la figura de Cristo, reaccionaron rápidamente los obispos orientales, que organizaron diversos sínodos contra él. Ya en 254 habían sido discutidas sus doctrinas. Y después de su elevación a la sede de Antioquía, se celebraron tres concilios generales, que tuvieron lugar entre 260 y 268, en los que tomaron parte Firmiliano de Cesarea, que gozaba de gran prestigio; San Gregorio Taumaturgo, Heleno de Tarso, Himeneo de Jerusalén y otros muchos. Pero en los dos primeros sínodos no consiguieron llegar a una condena de Pablo, quien con su habilidad dialéctica resolvía aparentemente todas las dificultades que se le oponían. Pero, finalmente, en el tercer sínodo de Antioquía (268), los obispos condenaron definitivamente su doctrina. El principal adversario de Pablo de Samósata en esta disputa fue el presbítero Malquión de Antioquía.

### Cargos
Los fragmentos de la epístola sinodal, que publicó el sínodo y que ha transmitido Eusebio, dan poca luz sobre la parte dogmática, que constituyó la base de la condenación. Pero, por las noticias comunicadas por San Atanasio y San Hilario, se deduce un punto importante para la historia posterior. Afirman, en efecto, que los Padres que condenaron a Pablo de Samósata rechazaron la expresión homousion, como insuficiente para expresar las relaciones del Hijo respecto del Padre. De hecho, consta que Pablo de Samósata, en conformidad con los monarquianos, usaba esta expresión, aplicada al Verbo, entendiéndola en el sentido que le atribuía la herejía monarquiana: es decir, significando que entre el Verbo y el Padre no hay distinción de personas o hipóstases, sino de modos de una misma esencia. Eso explica las vacilaciones que hubo sobre ese término, y la importancia que tuvo la clasificación operada más tarde, cuando en la lucha contra el arrianismo, el Concilio de Nicea de 325 proclamó que el Hijo es homousios o consustancial con el Padre, pero entendiendo ahora esta expresión de manera muy diversa, es decir, significando que el Padre y el Hijo, siendo distintos, de tal modo eran de la misma sustancia, que constituían personas distintas en una sola naturaleza divina, es decir, la Trinidad.
No obstante la condenación clara y explícita, Pablo se mantuvo en su Sede e impidió el acceso a ella del obispo nombrado por Roma, gracias sobre todo al apoyo de Zenobia. En esta forma continuaron las cosas durante unos cuatro años, con la consiguiente desorientación de los fieles, puesto que el Papa había aprobado el nombramiento de Domno como obispo de Antioquía en sustitución de Pablo. En 272, después de una doble derrota de Zenobia, el emperador Aureliano se apoderó definitivamente de Antioquía. Habiendo acudido e invocado como juez y árbitro al Emperador tanto Pablo de Samósata como el obispo Domno, Aureliano decidió que el «palacio episcopal debía adscribirse a quien el obispo de Roma y los obispos de Italia enviaban cartas». Dada esta solución, Pablo de Samósata tuvo que retirarse.

### Defensa
Los partidarios de Pablo, con el nombre de paulianos, paulianistas o samosatenses, continuaron defendiendo sus postulados, considerados ya herejía, hasta fines del s. IV. Éstos insistieron posteriormente de un modo especial en que, si no aceptaban sus ideas, tenía que admitirse el diteísmo, en lo cual coincidían con los monarquianos. Asimismo hacían hincapié en que Cristo mismo había afirmado que el Padre era mayor que él; que en la cruz se había quejado de su abandono de parte de Dios y, finalmente, que los mismos Evangelios atestiguan que durante su vida mortal había aumentado constantemente en gracia: todo lo cual, según ellos, sólo se comprende si se admiten los diferentes puntos de su doctrina. Los autores ortodoxos replicaron repetidas veces a esas ideas. Por otra parte, consta que durante los s. IV y V se llegó a dar una importancia desmedida a Pablo de Samósata y a su doctrina. En las discusiones con los arrianos fue presentado con frecuencia como verdadero precursor de sus ideas. El mismo Nestorio fue comparado con él, y posteriormente se lanzaron contra Pablo de Samósata casi todas las inculpaciones que se presentaban contra otros heterodoxos. En realidad, Pablo de Samósata llegó a alcanzar entre los teólogos una gran significación y relevancia, convirtiéndose en un nombre simbólico.